# 옐레나 벨로바 (마블 코믹스)
블랙 위도우, 본명 옐레나 벨로바(영어: Yelena Belova, 러시아어: Елена Белова 우크라이나어: Олена Бєлова)는 마블 유니버스의 가공인물로, 현대 시기에 블랙 위도우라는 이름을 쓴 두 번째 인물이자, 러시아의 스파이다. 그녀는 인휴먼즈 5호에 처음 등장했으며, 데빈 K. 그레이슨과 J.G. 존스가 만들었다. 옐레나는 레드 룸에서 스파이이자 암살자로 훈련받았다. 그녀는 원래 나타샤 로마노바의 적이었으나, 이후 우군이 되었다. 옐레나는 S.H.I.E.L.D., HYDRA에서 활동했고, HYDRA는 옐레나를 슈퍼 어댑토이드로 바꿨다. 슈퍼 어댑토이드로써 그녀는 A.I.M의 고위간부가 되었지만, 2017년 그녀는 블랙 위도우로 돌아왔다.
플로렌스 퓨가 마블 시네마틱 유니버스 블랙 위도우 (2021)에서 옐레나 벨로바를 처음으로 연기했고, 이후 호크아이 (2021)에 출연했다. 썬더볼츠* (2025)에 다시 출연 예정이다.

## 능력과 초능력
옐레나 벨로바는 뛰어난 신체 능력을 지니고 있으며, 군사 작전과 무술에서도 탁월한 실력을 가지고 있다. 슈퍼 어댑토이드로써 옐레나는 루크 케이지, 아이언맨, 스파이더맨, 제시카 드루, 울버린, 캐럴 댄버스 등의 능력을 흡수하기도 했었다.

## 기타 매체

### 텔레비전
- 옐레나 벨로바는 "마블 나이츠 - 스파이더우먼: S.W.O.R.D.의 요원"에 등장하며, 조엘렌 앵클램이 목소리를 맡았다.[4]
- 옐레나 벨로바는 "마블 나이츠: 인휴먼즈에 등장했으며, 사라 에드먼슨이 목소리를 맡았다.[4]
- 옐레나 벨로바는 어벤져스 어셈블에 등장하며 줄리 내탠슨이 목소리를 맡았다.[4][5] 옐레나는 시즌 3의 "어벤저스: 울트론 레볼루션"에 처음 등장했으며, 스트럭커 남작이 레드 룸을 재가동하면서 등장했다. 옐레나는 "또 다른 위도우" 편에 등장하며, 이후 시즌 4 "어벤저스: 시크릿 워"에서 스스로를 크림슨 위도우라고 부른다. 그녀는 "감옥 탈출"과 "내가 할로윈을 싫어하는 이유"에 등장했다.

### 영화
- 플로렌스 퓨가 블랙 위도우 (2020)에서 옐레나 벨로바를 연기할 예정이다.[6]

### 게임
- 마블: 얼티밋 얼라이언스에서 옐레나 벨로바의 블랙 위도우 복장을 나타샤 로마노바의 대체 복장으로 사용할 수 있다.[7]
- 더 퍼니셔: 노 머시에서 옐레나 벨로바는 S.H.E.I.L.D의 요원으로써 마지막 장면에서 퍼니셔와 대치한다.[8]
- 마블 어벤저스 얼라이언스에서 옐레나 벨로바는 다크 위도우라는 이름을 쓰며, 미니보스로 등장한다.[9]
- 마블 퍼즐 퀘스트에서 옐레나 벨로바는 미니 보스로 등장한다.[10]
- 마블 히어로즈에서 옐레나 벨로바의 블랙 위도우 복장은 나타샤 로마노바의 대체 복장으로 이용할 수 있다.[11]